# IU Андромеды
IU Андромеды (лат. IU Andromedae) — одиночная переменная звезда в созвездии Андромеды на расстоянии (вычисленном из значения параллакса) приблизительно 26072 световых лет (около 7994 парсеков) от Солнца. Видимая звёздная величина звезды — от +16,7m до +15,5m.

## Характеристики
IU Андромеды — жёлто-белая пульсирующая переменная звезда типа RR Лиры (RRAB) спектрального класса F. Эффективная температура — около 6670 K.